# نبيل عبد الوهاب
ربان أعالي البحار نبيل عبد الوهاب (21 فبراير 1947 -) هو ربان بحري مصري، دمر السفينتين «داليا» و «هيدروما» بميناء إيلات الإسرائيلي نوفمبر 1969، وجسدت شخصيته بفيلم الطريق إلى إيلات.

## حياته ونشأته
ولد الربان نبيل محمود عبد الوهاب يحيى، في الإسكندرية في 21 فبراير عام1947، وتخرج من الكلية البحرية 1966، وهو أحد الأبطال البارزين في تاريخ البحرية المصرية.
نشأ في الإسكندرية لأسرة ترجع أصولها لقرية اسطنها بالمنوفية.
و من إخوته الكبار سبقه اثنان للالتحاق بالحياة العسكرية، هما الملازم بحري/ طلعت عبد الوهاب (1937-1956) واللواء/ رفعت عبد الوهاب (1940-2001.
استشهد طلعت عبد الوهاب، إبان العدوان الثلاثي على مصر، حين أغرق الطراد الإنجليزي نيوفاوندلاند الفرقاطة دمياط عام 1956، وكان طلعت عبد الوهاب من طاقم الفرقاطة المصرية، وقد أبدى هو وقائده الصاغ بحري شاكر حسين وباقي زملائهما بسالة نادرة.
أثر استشهاد الأخ الأكبر في نبيل عبد الوهاب بعمق، وعقد العزم على دخول الكلية البحرية للالتحاق بالبحرية والانتقام لأخيه، وحاول عدة مرات حتى نجح، بعد أن أجرى عدة عمليات جراحية لاجتياز الكشف الطبي.
عمل لاحقا مديراً لمشروع سوميد بشركة ماريدايف، قبل أن يتقاعد.
و نبيل عبد الوهاب متزوج لديه بنتان وعدة من الأحفاد.

## العمليات التي شارك فيها
- تدمير السفينتين «داليا» و «هيدروما» بميناء إيلات الإسرائيلي نوفمبر 1969، والتي جسدت بطولته هو وزملاؤه في فيلم الطريق إلى إيلات من إخراج إنعام محمد علي، وقد جسد الفيلم بطولته النادرة حين سحب جثمان زميله الرقيب بحري/ فوزي البرقوقي لمسافة 16 كم حتى ساحل الأردن.[3]
- تدمير الرصيف الحربي بميناء إيلات الإسرائيلي مايو 1970 .
- تدمير مجمع البترول الرئيسي لحقل بترول بلاعيم أكتوبر 1973.
- 18 عملية عبور مع الجيش الثالث أثناء حرب الإستنزاف.

## حقيقة سحبه لجثمان زميله عندما استشهد
و حين سؤل حول كيف تمكن من تحدي قوانين الطبيعة وتجاوز القدرات البشرية، وسحب جثمان الشهيد الوحيد في عملية إيلات الأولى، الرقيب بحري محمد فوزي البرقوقي، لمسافة 16 كيلومتر، في سابقة هي الأولى من نوعها في تاريخ البحرية في العالم، وهل أصابك التردد للحظة في منتصف المسافة؟؟.. أجاب القبطان نبيل عبد الوهاب: إن قليل من العرق في التدريب يوفر كثيرا من الدماء في المعركة، وقد كنا على مستوى عال في التدريب، كما أنني لم أستطع أن أترك جثمان رفيقي لكي يظهره الإسرائيليون في التليفزيون متفاخرين بتمكنهم من قتله، وحتى لا تشوب تلك العملية الأسطورية شائبة، كلا لم أتردد للحظة وأنا أسحب جثمانه كل هذه المسافة وفي ظل هذا الخطر الداهم، وأضيف بأن البرقوقي مات بتسمم أكسجين، ورغم من شعوره بالتعب تحت الماء، فقد أصر على وضع اللغم في آخر المركب، وكان يمكنه أن يتجنب الوفاة لو صعد للسطح ليستنشق الهواء، ولكنه آثر استكمال الغطس كي لا تنكشف العملية وتفشل، ضاربا أعلى مثل في التضحية والفداء.
(شاهد فيلم «الطريق إلى إيلات»)

## مواقف طريفة
عندما زارهم الرئيس السادات في البحرية، كان فخورا جدا بما فعلوه، وسأل قائد القوات البحرية عما قدم لهم، فأجابه بأنه صرف لهم مكافأة مجزية، فأجاب السادات:«لا.. هذا لا يكفي.. أعطهم ترقية استثنائية»،
كان نبيل عبد الوهاب سيترقى لرتبة نقيب خلال أشهر قليلة، حينها استأذن الرئيس السادات للحديث وقال له: «لكنني يا أفندم سأترقى خلال شهرين» حينها خاطب السادات اللواء بحري محمود فهمي قائد القوات البحرية:«يا محمود، تنفذ تعليماتي بعد شهرين من النهارده يا محمود»
و حين رأت والدته أن نبيل يحمل نسرا على كتفيه مثل رفعت أخيه الذي يكبره بسنوات، خاطبت رفعت بعفوية قائلة:«مش تشد حيلك يا ابني وتتجدعن.. ده أخوك الضغير حصلك»!!!

## أوسمة
- وسام النجمة العسكرية من الرئيس عدلي منصور.
- نوط الجمهورية من الطبقة الأولى.
- ترقية أستثنائية من رتبة ملازم أول إلى رتبة رائد.

## أعلام
جسدت شخصيته في الطريق إلى إيلات.